# Burgstall Alte Veste
Der Burgstall Alte Veste oder Alte Vestung war eine abgegangene vermutlich spätmittelalterliche Adelsburg in der Nähe des Dorfes Oberailsfeld in der Gemeinde Ahorntal im oberfränkischen Landkreis Bayreuth in Bayern, (Deutschland).
Der Burgstall ist frei zugänglich.

## Geographische Lage
Die Reste der ehemaligen Spornburg liegen im Naturpark Fränkische Schweiz-Veldensteiner Forst rund 850 Meter ostnordöstlich von Oberailsfeld oder 3,7 Kilometer südlich von Waischenfeld, auf der Westseite des Ailsbachtales.
Die Burg lag auf einem breiten Bergsporn, der felsig etwa drei bis fünf Meter ansteigt, und der von einem natürlichen breiten Graben von der Hochebene getrennt ist.
Man erreicht den Burgstall der Höhenburg auf 415 m ü. NHN am besten von Oberailsfeld aus auf einem Wanderweg mit der Markierung Blaukreuz in Richtung der Burg Rabenstein. Der Weg führt direkt am Burgstall vorbei.
In der Nähe befinden sich ailsbachtalaufwärts die Burg Rabenstein und der Burgstall Ahorn, jetzt die Kapelle Klausstein. Gegenüber, über der Ludwigshöhle, liegt der Burgstall Wal zum hohen Loch, oder Hohenloch. Ailsbachtalabwärts befindet sich im Kirchdorf Oberailsfeld auf einer aus dem Talgrund aufsteigenden Felskuppe der Burgstall Oberailsfeld. Nordwestlich steht die Burg Rabeneck und nördlich die Burgruine Waischenfeld.

## Geschichte der Burg
Von der Geschichte der Burg ist nicht viel bekannt. Auch ihr Name ist unbekannt.
Am 26. Juni 1406 kam es zu einer Klage des Bischofs Albrecht von Bamberg gegen den Burggrafen Johann von Nürnberg wegen der Zerstörung der Burg und weiterer Punkte. König Ruprecht sollte den Streit schlichten.
Die Burg wurde anscheinend von Konrad von Aufseß, der damals auf der Burg Rabenstein saß und im Dienste der Nürnberger Burggrafen stand, kurz nach ihrer Erbauung zerstört. Im Jahre 1400 war die Burg Rabenstein vom Burggrafen an Konrad verkauft worden, mit der Bestimmung, innerhalb von drei Jahren dort 900 Pfund zu verbauen. Rabenstein war demnach damals zerstört.
Diese Gelegenheit nutzte der Bischof von Bamberg, eine Burg errichten zu lassen, die die wichtige Altstraße ins Ahornbecken unter bischöfliche Kontrolle brachte.
Die Alte Veste wurde wohl von einem Familienmitglied der Rabensteiner errichtet. Damals hatten die Rabensteiner aber keine Verbindung mehr zu ihrer ehemaligen Stammburg Rabenstein oder zu der Burg Rabeneck.